# Outeiro (Viana do Castelo)
Outeiro es una freguesia portuguesa del concelho de Viana do Castelo, con 16,21 km² de superficie y 1.271 habitantes (2001). Su densidad de población es de 78,4 hab/km².